# Alfred Jermaniš
Alfred Jermaniš (n. 21 ianuarie 1967, Koper, Iugoslavia) este un fost fotbalist sloven.
Între 1992 și 1998, Jermaniš a jucat 29 de meciuri pentru echipa națională a Sloveniei.

## Statistici
| Slovenia | Slovenia | Slovenia |
| An       | Meciuri  | Goluri   |
| -------- | -------- | -------- |
| 1992     | 1        | 0        |
| 1993     | 2        | 0        |
| 1994     | 9        | 1        |
| 1995     | 7        | 0        |
| 1996     | 3        | 0        |
| 1997     | 2        | 0        |
| 1998     | 5        | 0        |
| Total    | 29       | 1        |